# Henrique Dourado
José Henrique da Silva Dourado, genannt Henrique Dourado, (* 15. September 1989 in São Paulo) ist ein brasilianischer Fußballspieler.

## Karriere
Henrique Dourado spielte seit Februar 2015 für Cruzeiro EC. Mindestens seit August 2015 stand er in Reihen des portugiesischen Klubs Vitória Guimarães. Seit Juli 2016 war Dourado Spieler von Fluminense FC. In der Série A 2017 wurde Dourado Torschützenkönig in der Série A. Zur Saison 2018 wechselte er zum Lokalrivalen CR Flamengo. Die Ablösesumme betrug 11,5 Millionen Reais und der Kontrakt erhielt eine Laufzeit über vier Jahre. FLU, welche 50 % der Rechte hielten, erhielt von der Ablösesumme 7,5 Millionen Reais und akzeptierte eine Zahlung in Raten. Die Restzahlung ging an den Mirassol FC, welcher der Halter der restlichen Rechte war.
Ein Jahr später wechselte Dourado erneut. Er ging für eine Ablösesumme von 22 Millionen Real nach China, wo er bei Henan Jianye einen Vertrag erhielt. Gleich in seinem ersten Ligaspiel für Henan erzielte Dourado auch sein erstes Tor für den Klub. Danach kam er bis Juli des Jahres zu keinen weiteren Spielen mehr und wurde Ende des Monats ausgeliehen. Dourado ging ablösefrei zurück nach Brasilien, wo bei Palmeiras unterzeichnete, wo bereits von 2014 bis 2015 spielte. Die Leihe wurde befristet bis Jahresende 2019. Danach kehrte der Spieler zu Henan zurück. Hier kündigte er im November 2022 seinen noch bis Jahresende 2023 laufenden Vertrag und kehrte in seine Heimat zurück. Grund hierfür war eine Sperre von 12 Monaten, mit welcher er belegt worden war, nachdem er den Schiedsrichter Ma Ning geschubst hatte. Nach seiner Kündigung hob die FIFA die Sperre wieder auf.
Im Januar 2023 gab der Cianorte FC seine Verpflichtung bis Jahresende bekannt. Er nutzte aber bei dem Klub lediglich die Möglichkeiten sich weiterhin fit zu halten. Im April des Jahres wechselte er zum Cruzeiro EC, bei welchem er bereits 2015 unter Vertrag stand. Der Kontrakt erhielt eine Laufzeit bis zum Dezember des Jahres und enthielt eine Produktivitätsklausel. Bereits Anfang August wurde sein Vertrag aufgelöst. Dourado unterzeichnete kurz darauf zum zweiten Mal bei Chapecoense. Mit dem Klub trat er noch in 14 Spielen in der Série B 2023 an.
Im Dezember des Jahres gab Portuguesa bekannt, Dourado verpflichtet zu haben. Dieses sollte die zweite Spielzeit bei dem Klub werden. Nach Beendigung der Spiele um die Staatsmeisterschaft ging er zum Botafogo FC (PB) in die Série B 2024.

## Erfolge
Fluminense
- Taça Guanabara: 2017

Flamengo
- Taça Guanabara: 2018

## Auszeichnungen
- Série A: Torschützenkönig 2017
- Prêmio Arthur Friedenreich: 2017